# Homburg (sång)
Homburg är en låt av den brittiska musikgruppen Procol Harum med text av Keith Reid och musik av Gary Brooker. Den utgavs som uppföljare till gruppens stora genombrottslåt "A Whiter Shade of Pale" som var en världssuccé under sommaren 1967. Homburg utgavs i september samma år och listnoterades i flera länder, men blev i längden inte så stor som nämnda låt. Produktionen framhäver pianot mer även om Matthew Fisher som medverkat så prominent på "A Whiter Shade of Pale" även kan höras med sin karaktäristiska elorgel. Låttexten rör sig i samma surrealistiska landskap som "A Whiter Shade of Pale". Låttiteln refererar till en så kallad Homburghatt.
Låten spelades in av den italienska popgruppen I Camaleonti (Kameleonterna) som "L'ora dell'amore", vilken blev en stor italiensk hit.

## Listplaceringar
| Lista (1967)   | Position               |
| -------------- | ---------------------- |
| Australien     | 5 (Go Set)             |
| Danmark        | 6 (DR "Top 20")        |
| Flandern       | 8                      |
| Frankrike      | 88                     |
| Irland         | 4                      |
| Kanada         | 15 (RPM)               |
| Nederländerna  | 1                      |
| Nya Zeeland    | 4 (NZ Listner)         |
| Storbritannien | 6                      |
| Sverige        | 15 (Kvällstoppen)      |
| USA            | 34 (Billboard Hot 100) |
| Vallonien      | 6                      |
| Västtyskland   | 15                     |